# Світе ясний!
«Світе ясний!» — вірш Тараса Шевченка антиклерикального змісту, чистовий автограф якого був записаний автором у «Більшій книжці» 27 червня 1860 року в Петербурзі. Вперше був опублікований в книзі Омеляна Партицького «Провідні ідеї в письмах Тараса Шевченка» з невідомого нині списку.
Виразно антицерковний вірш складається з двох частин. Перший рядок першої частини є переспівом початку гімну «Світе тихий», в якому дослідники вбачають звернення до Христа. В умовних запитаннях до «світа-брата» звучить сум від спостереження за церковним культом, обрядом, що виступає опорою несправедливого політичного ладу. У другій частині антитезою поет провіщає загибель церкви та нищення релігійних пут.
Вірш «Світе ясний» був перекладений багатьма мовами світу: російською (О. Безименський), литовською (А. Хургінас), угорською (Ш. Вереш, А. Гідаш), німецькою (І. Франко, Г. Кох), черкеською (А. Ханфенов), чеською (Я. Кабічек) та ін. На основі тексту були створені вокальні твори різних форм (Г. Давидовський, Ф. Надененко, В. Ступницький, М. Вериківський, Я. Файнтух, М. Вілінський). За мотивами вірша Г. Боня написав картину «Світе ясний» (1963).

## Текст
Світе ясний! Світе тихий!

Світе вольний, несповитий!

За що ж тебе, світе-брате,

В своїй добрій, теплій хаті

Оковано, омурано

(Премудрого одурено).

Багряницями закрито

І розп'ятієм добито?

Не добито! Стрепенися!

Та над нами просвітися,

Просвітися!.. Будем, брате,

З багряниць онучі драти,

Люльки з кадил закуряти,

Явленними піч топити,

А кропилом будем, брате,

Нову хату вимітати!